# Maidières
 Maidières  es una población y comuna francesa, en la región de Lorena, departamento de Meurthe y Mosela, en el distrito de Nancy y cantón de Dieulouard.

## Demografía
| 1143 | 1564 | 1571 | 1447 | 1353 | 1366 |
| Para los censos de 1962 a 1999 la población legal corresponde a la población sin duplicidades (Fuente: INSEE [Consultar]) |      |      |      |      |      |